# Ylljet Aliçka
Pour les articles homonymes, voir Démétrios.
Ylljet Aliçka, né à Tirana, est un écrivain, scénariste et diplomate albanais.

## Biographie
Ylljet Aliçka a fait ses études à l'université de Tirana, dont il a aussi été professeur en science didactique. Il est également l’auteur des romans et de nouvelles. Son premier recueil Les Slogans de pierre (éditions Climats, 1999, réédité chez Pyramidion, 2010), a été adapté en scénario pour le film franco-albanais Slogans,  sélectionné en 2001 au Festival de Cannes, dans la section Quinzaine des réalisateurs, où il a reçu plusieurs récompenses.
Il a été ambassadeur d'Albanie en France (2007-2013), à Monaco (2011-2013), auprès de UNESCO (2008-2011), au Portugal (2008-2010) et représentant personnel du président de la République auprès de l'Organisation internationale de la Francophonie (2007-2013).

## Publications

### EnAlbanie
- Tregime (1998) Onufri[1]
- Kompromisi (2001) Onufri
- Rrëfenje me ndërkombëtarë (2006) OMSCA
- Parrullat me gurë (2007) Toena[2]
- Rrëfenje me ndërkombëtarë (2008) Toena[3]
- Koha e puthjeve (2009) Toena
- Valsi i lumturisë (2012) Toena
- Metamorfoza e nje kryeqyteti (2019) Onufri

### À l'étranger
- Les slogans de pierre (1999) Edition Climates; France
- Kompromis (2001) Publishing House Pogranicze, Poland
- Balkan blood, Balkan beauty (2006) North-western University Press, U.S.
- I compagni di pietra (2006) Guaraldi, Italy
- Albanien (2008), Edition Temmen, Germany
- Les slogans de pierre (2009) Edition Pyramidion, France
- Les étrangères (2010) Edition Pyramidion, France
- La sloganoj el stonoj (2013) Esperanto, Swidnik, Poland
- Když projížděl Chruščov naší vesnicí (2015) Petr Štengl Edition, Czech Republic
- Un sogno italiano (2016) Rubbettino editore, Italy[4]
- Mappe 12 fra Tirana (2017) Bokvennen Forlag, Norway
- Internationals (2017) Tirana times, Albania
- Nouvelles d'avant (2018) Edition Pyramidion, France
- La valse du bonheur (2019) L'Esprit du temps, France[5]
- Gli internazionali (2019) Rubbettino editore, Italy
- Internationals (2020) Degarandishan Publishing House; Iran[6]
- Steinerne parolen (2020) Monda asembleo socia, Cuba-Germany
- Les etrangeres (2021), Editions L'Esprit du Temps, France
- La metamorphose d'une capitale (2021), Editions l'Esprit du Temps, France
- La metamorfosi di una capitale (2021), Castelvechi editore Italy

## Filmographie

### Scénariste
- 2001 : Slogans, base sur le livre Les slogans de pierre[7]
- 2008 : Chronique albanaise, base sur le livre Le compromis[8]
- 2018 : An Expat's tale', basé sur le roman Les étrangères [9]
- 2019 : Le poet', basé sur le récit Le poète [10]
- 2020 : Le professionnel', basé sur le livre Les slogans de pierre

## Prix et récompenses
- Premier prix du concours international des récits, Teramo, Italie, 1999[11]
- Médaille de bronze (section de littérature) par l’Académie internationale de Lutèce, Paris, 2000
- Deuxième prix dans le concours international ARTS ET LETTRES DE France, Bordeaux[12],
- Premier prix, Concours national du ministère de la Culture d’Albanie pour la littérature, Tirana 2001[13]
- Prix de la Critique des jeunes, Festival de Cannes, 2002[7]
- Golden Prize, Tokyo International Film Festival, 2002[14]
- Premier prix, Festival de Cottbus, 2003
- Prix ANNEE SEGHOR, ministère des Affaires étrangères d’Albanie, 2006[15]
- Médaille de la Francophonie, Comité national de la Francophonie, Albanie, 2005
- Premier prix du meilleur scenario (Slogans), Festival du cinéma albanais, 2006[13]
- Premier prix du meilleur roman, Les étrangères, Academie KULT, Tirana, 2007[16]
- Premio speciale pour I compagni di pietra, VII Premio Letterario Nazionale Libri editi, Italie, 2009
- Meilleur scénario, Festival de cinéma de l’Europe de l’Est à Paris, 2011[17],[18]
- Premier prix, Concours national du ministère de la Culture d’Albanie pour la littérature[19],
- Plastic flowers, Winner-Hollywood International Moving Pictures Film Festival (HIMPFF), 2016[20],
- Plastic flowers du meilleur scenario, Korça Short Film Fest[21]

## Affiliations
- Membre fondateur de la Fondazione Fabrizio De Andre, Milan, Italie[22]
- Citoyen d'honneur de la République de Montmartre, Paris, 2011[23]
- Membre de l'association Les Amis de George Sand, Paris, 2010[24]
- Membre de l'Association des écrivains francophones, Paris, 2012
- Membre de la Société des auteurs et compositeurs dramatiques (SACD), Paris, 2006